# Scorpaena elongata
El cap-roig de fonera, l'escórpora allargada o la gallineta rosada (Scorpaena elongata) és una espècie de peix pertanyent a la família dels escorpènids.

## Descripció
- Fa 50 cm de llargària màxima, tot i que, normalment, en fa 30.[5][6]

## Alimentació
Menja peixos, gambes i d'altres invertebrats bentònics.

## Hàbitat
És un peix marí, demersal i de clima subtropical (46°N-21°S, 19°W-36°E) que viu entre 75-800 m de fondària (normalment, entre 100 i 600).

## Distribució geogràfica
Es troba a l'Atlàntic oriental: des de la Mediterrània i el Marroc fins al nord de Namíbia.

## Costums
És una espècie sedentària comuna en zones rocalloses.

## Observacions
És inofensiva per als humans.